# 6-я ударная авиационная группа
6-я ударная авиационная группа — оперативная авиационная группа в Великой Отечественной войне, созданная для решения оперативных (оперативно-тактических) задач самостоятельно и в составе фронтов во взаимодействии с войсками (силами) и средствами других видов вооруженных сил (родов войск (сил)) в операциях сухопутных войск и военно-морских сил.

## Наименование

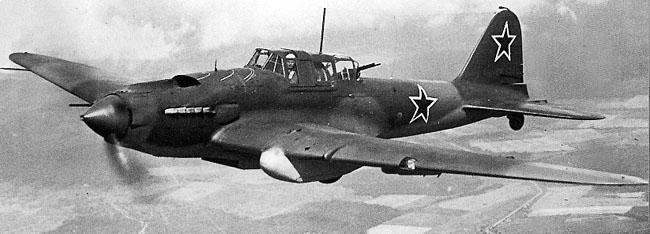
самолет группы Ил-2

- 6-я ударная авиационная группа

## Создание группы
6-я ударная авиационная группа сформирована 22 марта 1942 года на основании Приказа НКО и директивы Ставки ВГК от 30 марта 1942 года № 170203. Формированием группы руководил армейский комиссар 2-го ранга П. С. Степанов. Предназначалась, в основном, для действий по району, занимаемому 16 А противника.

## Боевой путь
Полки группы базировались на аэродромах Градобить, Жары, Выползово, Гостевщина. 74-й штурмовой авиационный полк базировался на аэродроме Градобить, наносил удары по противнику юго-восточнее Старой Руссы и в районе Демянска.
В боях группа несла большие потери. Так, из 24 Харрикейнов 485-го истребительного авиационного полка к 31 марта 1942 года в строю оставалось 5 машин, из 24 Як-1 580-го полка — 4.
Основной задачей группы было прикрытие советских войск на поле боя. Однако, привлекались самолёты группы, в частности, и к бомбардировке аэродромов противника. Так, в апреле — мае 1942 года 74-й штурмовой авиационный полк уничтожил на земле 188 немецких самолётов.

## Переформирование группы
6-я ударная группа 12 июня 1942 года Приказом НКО была обращена на формирование 239-й истребительной авиационной дивизии.

## В действующей армии
В составе действующей армии:
- с 22 марта 1942 года по 10 июня 1942 года.

## Командир группы
| Звание    | Ф. И. О.                     | Период                  |
| --------- | ---------------------------- | ----------------------- |
| Полковник | Иванов Георгий Александрович | 22.03.1942 — 12.06.1942 |

## В составе соединений и объединений
| Период        | Фронт (округ) | армия                           | примечание                                           |
| ------------- | ------------- | ------------------------------- | ---------------------------------------------------- |
| 22.03.1942 г. | Ставка ВГК    | Ударные авиационные группы СВГК |                                                      |
| 22.03.1942 г. | Ставка ВГК    | Ударные авиационные группы СВГК | в оперативном подчинении ВВС Северо-Западного фронта |
| 12.06.1942 г. | Ставка ВГК    | Ударные авиационные группы СВГК | переформирована                                      |

## Состав
| Период                        | Части                                             | Примечание                                   |
| ----------------------------- | ------------------------------------------------- | -------------------------------------------- |
| 31.03.1942 г. — 19.06.1942 г. | 580-й истребительный авиационный полк             | Як-1, убыл в 6-й зиап                        |
| 01.04.1941 г. — 14.06.1942 г. | 238-й истребительный авиационный полк             | ЛаГГ-3, передан в состав 239-й иад           |
| 03.04.1941 г. — 10.06.1942 г. | 295-й истребительный авиационный полк             | ЛаГГ-3, убыл в 1-й зиап                      |
| 06.04.1941 г. — 12.06.1942 г. | 485-й истребительный авиационный полк             | Хоукер Харрикейн, передан в состав 239-й иад |
| 31.03.1942 г. — 15.06.1942 г. | 74-й штурмовой авиационный полк                   | Ил-2, передан в состав 243-й шад             |
| 10.04.1942 г. — 10.06.1942 г. | 232-й штурмовой авиационный полк                  | Ил-2, передан в ВВС 1-й ВА                   |
| 22.03.1942 г. — 10.06.1942 г. | 842-й дальний бомбардировочный авиационный полк   | обращён на укомплектование 816-го дбап       |
| 25.05.1942 г. — 10.06.1942 г. | 816-й дальний бомбардировочный авиационный полк   |                                              |
| 01.04.1942 г. — 10.06.1942 г. | 72-й скоростной бомбардировочный авиационный полк | Пе-2                                         |

## Участие в операциях и битвах

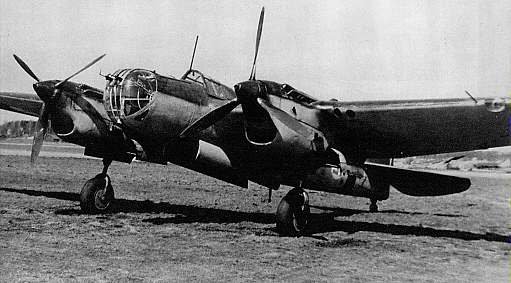
Самолет группы СБ

- Демянская операция — с 22 марта 1942 года по 20 мая 1942 года.

## Отличившиеся воины
- Дехтяренко Андрей Николаевич, старший лейтенант, командир эскадрильи 580-го истребительного авиационного полка 6-й ударной авиационной группы Ставки Верховного Главнокомандования Указом Президиума Верховного Совета СССР от 21 июля 1942 года удостоен звания Герой Советского Союза. Посмертно.